# Ben Reynolds
Ben Reynolds (* 24. Januar 1978 in Nassau, Bahamas) ist ein bahamaischer Fusion- und Jazzmusiker (Schlagzeug) und Musikkomiker.

## Leben und Wirken
Reynolds studierte an der Royal Academy of Music in London, wo er mit James Allsopp, Stian Westerhus, Philip Hochstrate und Tim Giles das Quintett Fraud gründete, mit dem er zunächst auf dem Cheltenham Jazz Festival 2006 hervortrat, woraufhin er mit Fraud ihr gleichnamiges Debütalbum für Babel aufnahm. Dieses wurde bei den BBC Jazz Awards 2007 als „bestes Album“ nominiert und erhielt bei den Ronnie Scott’s Jazz Awards 2007 die Auszeichnung als „best new act“. Im Juli 2008 gewann Fraud den BBC Jazz Award für Innovation.
Reynold ist zudem ein Gründungsmitglied der Comedy-Band The Horne Section um den britischen Komiker Alex Horne, mit der er seit 2010 regelmäßig auftritt, etwa auf dem Edinburgh Festival und im britischen Fernsehsender Channel 4. Er gehörte auch zu Bands von Joe Stilgoe, den Adequate Seven, Jez Franks’ Compassionate Dictatorship und dem Quartett von Sam Crockatt (Howeird, Flood Tide). Er tourte weltweit bis Neuseeland und Kathmandu. Seit 2015 begleitete er Clare Teal, etwa auf dem Album They Say It's Swing (2020). Er ist auch auf Alben von John Turville, Will Collier, dem Ambient Jazz Ensemble um Colin Baldry, Lisa Mitchell und Yazz Ahmed zu hören.